# فردی ایستوود
فردی ایستوود (انگلیسی: Freddy Eastwood؛ زادهٔ ۲۹ اکتبر ۱۹۸۳) بازیکن فوتبال اهل بریتانیا است.
از باشگاه‌هایی که در آن بازی کرده‌است می‌توان به باشگاه فوتبال ساوتند یونایتد، باشگاه فوتبال ولورهمپتون واندررز، باشگاه فوتبال کاونتری سیتی، باشگاه فوتبال وستهام یونایتد و باشگاه فوتبال گرایس اتلتیک اشاره کرد.
وی همچنین در تیم ملی فوتبال ولز بازی کرده‌است.